# Splendrillia spadicina
Splendrillia spadicina é uma espécie de gastrópode do gênero Splendrillia, pertencente a família Drilliidae.